# Десмонд, Шоу
Шоу Десмонд (англ. Shaw Desmond, настоящее имя Чарльз Натаниэл Лоу Шоу, англ. Charles Nathaniel Lowe Shaw; 19 января 1877, Дангарван — 23 декабря 1960, Лондон) — ирландский писатель.

## Биография и творчество
Получил образование и воспитание в монастыре в Ирландии, с пятнадцатилетнего возраста зарабатывал себе на жизнь крестьянским трудом и предпринимательством. В 1909 году решил посвятить себя литературе и журналистике. В 1910 году неудачно баллотировался в парламент от Независимой рабочей партии в лондонском районе Уондсуэрт.
Долгое время жил в Дании, где женился на Карен Эвальд (1885—1954), дочери писателя Карла Эвальда, также интересовавшейся литературой и выпустившей в 1919 году роман. Первый роман Десмонда, «Фру Данмарк» (дат. Fru Danmark; 1917), был написан по-датски, годом позже опубликовал, также по-датски, очерк «Сегодняшняя Ирландия» (дат. Nutidens Irland) в сборнике произведений об этой стране, составленном К. Фриисом-Мёллером. В том же 1918 году выпустил по-английски книгу «Душа Дании» (англ. The Soul of Denmark), рассказывающую об этой стране.
Вернувшись в Великобританию, опубликовал более 60 книг. Значительная их часть — романы с пессимистическим и антиутопическим содержанием, повествующие о грядущих революциях и войнах. Первый такой роман, «Демократия» (англ. Democracy; 1919) привлёк к себе определённое внимание и в 1924 году был напечатан в СССР в переводе А. Ф. Полоцкой и Б. Д. Прозоровской под редакцией А. Горнфельда; в нём, как считала «Литературная энциклопедия» (1930), даётся «изображение социальных сдвигов в среде мелкой буржуазии после войны», причём автор «видит в восстании лишь слепой бунт тупых и ограниченных рабочих». В романе «Рагнарёк» (англ. Ragnarok; 1926) изображается война будущего, истребляющая весь мир, глазами участвующих в ней военных лётчиках, роман «Хаос» (англ. Chaos; 1938) описывает будущую войну между Великобританией и Германией. В то же время в романе «Чёрный рассвет» (англ. Black Dawn; 1944), написанном уже во время Второй мировой войны, автор, напротив, размышляет о послевоенном мирном устройстве жизни.
Важнейшим предметом интереса Десмонда была разнообразная мистика, и прежде всего — переселение душ и существование призраков. Теме реинкарнации посвящён, в частности, его роман из древнеримской жизни «Эхо» (англ. Echo; 1927), а сборник «Сказки маленьких сестёр Святого Франциска» (англ. Tales of the Little Sisters of Saint Francis; 1929) описывает опыт общения с феями. В жанре нехудожественной литературы Десмонд напечатал множество книг соответствующей тематики, в том числе «Мы не умираем: О спиритуализме и реинкарнации» (англ. We Do Not Die: on Spiritualism and Reincarnation; 1934), «Реинкарнация для каждого» (англ. Reincarnation for Everyman; 1939, второе издание 1950), «После внезапной смерти» (англ. After Sudden Death; 1939), «Как вы живёте, когда умираете: Путеводитель по следующему миру» (англ. How You Live When You Die: A Guide to the Next World; 1942, второе издание 1950), «Вы можете разговаривать со своими умершими» (англ. You Can Speak with Your Dead; 1941, второе издание 1945), «Никто никогда не умирал» (англ. Nobody Has Ever Died; 1946) и т. д. В 1934 году Десмонд основал в Лондоне Международный институт психических исследований (англ. International Institute for Psychical Research), занимавшийся изысканиями в области реинкарнации, и регулярно выступал с лекциями на эту тему в разных странах.
Среди других сочинений Десмонда — путевые очерки, в том числе книга о поездке по США «Звёзды и полосы: впечатления от Америки» (англ. Stars and Stripes: Impressions of America; 1932), и автобиография «Путешествующий в рай» (англ. Pilgrim to Paradise; 1951).